# Belinskij (cráter)
Belinskij es un cráter de impacto de 70,67 km de diámetro del planeta Mercurio. Debe su nombre al crítico literario ruso  Vissarion Belinski (1811-1848), y su nombre fue aprobado por la  Unión Astronómica Internacional en 1985.